# Aleksandar Ranković (calciatore)
Aleksandar Ranković (Belgrado, 31 agosto 1978) è un allenatore di calcio ed ex calciatore serbo di ruolo centrocampista, tecnico del Lion City Sailors.

## Statistiche da allenatore
Statistiche aggiornate al 7 ottobre 2023. In grassetto le competizioni vinte.
| Stagione                 | Squadra                  | Campionato               | Campionato | Campionato | Campionato | Campionato | Coppe nazionali | Coppe nazionali | Coppe nazionali | Coppe nazionali | Coppe nazionali | Coppe continentali | Coppe continentali | Coppe continentali | Coppe continentali | Coppe continentali | Altre coppe | Altre coppe | Altre coppe | Altre coppe | Altre coppe | Totale | Totale | Totale | Totale | % Vittorie | Piazzamento |
| Stagione                 | Squadra                  | Comp                     | G          | V          | N          | P          | Comp            | G               | V               | N               | P               | Comp               | G                  | V                  | N                  | P                  | Comp        | G           | V           | N           | P           | G      | V      | N      | P      | %          | Piazzamento |
| ------------------------ | ------------------------ | ------------------------ | ---------- | ---------- | ---------- | ---------- | --------------- | --------------- | --------------- | --------------- | --------------- | ------------------ | ------------------ | ------------------ | ------------------ | ------------------ | ----------- | ----------- | ----------- | ----------- | ----------- | ------ | ------ | ------ | ------ | ---------- | ----------- |
| set.-nov. 2020           | ADO Den Haag             | E                        | 8          | 1          | 1          | 6          | CO              | 1               | 0               | 1               | 0               | -                  | -                  | -                  | -                  | -                  | -           | -           | -           | -           | -           | 9      | 1      | 2      | 6      | 11,11      | Eson        |
| lug.-nov. 2023           | Lion City Sailors        | PL                       | 9          | 7          | 0          | 2          | CS              | 6               | 4               | 2               | 0               | ACL                | 6                  | 2                  | 0                  | 4                  | -           | -           | -           | -           | -           | 21     | 13     | 2      | 6      | 61,90      | Sub, 2°     |
| 2024-2025                | Lion City Sailors        | PL                       | 31         | 22         | 5          | 4          | CS              | 4               | 3               | 1               | 0               | ACL2               | 13                 | 7                  | 2                  | 4                  | SS+CC       | 1+5         | 1+1         | 0+1         | 0+3         | 54     | 34     | 9      | 11     | 62,96      |             |
| Totale Lion City Sailors | Totale Lion City Sailors | Totale Lion City Sailors | 40         | 29         | 5          | 6          |                 | 10              | 7               | 3               | 0               |                    | 19                 | 9                  | 2                  | 8                  |             | 6           | 2           | 1           | 3           | 75     | 47     | 11     | 17     | 62,67      |             |
| Totale carriera          | Totale carriera          | Totale carriera          | 48         | 30         | 6          | 12         |                 | 11              | 7               | 4               | 0               |                    | 19                 | 9                  | 2                  | 8                  |             | 6           | 2           | 1           | 3           | 84     | 48     | 13     | 23     | 57,14      |             |

## Palmarès
Coppa di Singapore: 1 
Lion City Sailors: 2023
Supercoppa di Singapore: 1 
Lion City Sailors: 2024